# جاذب عظيم

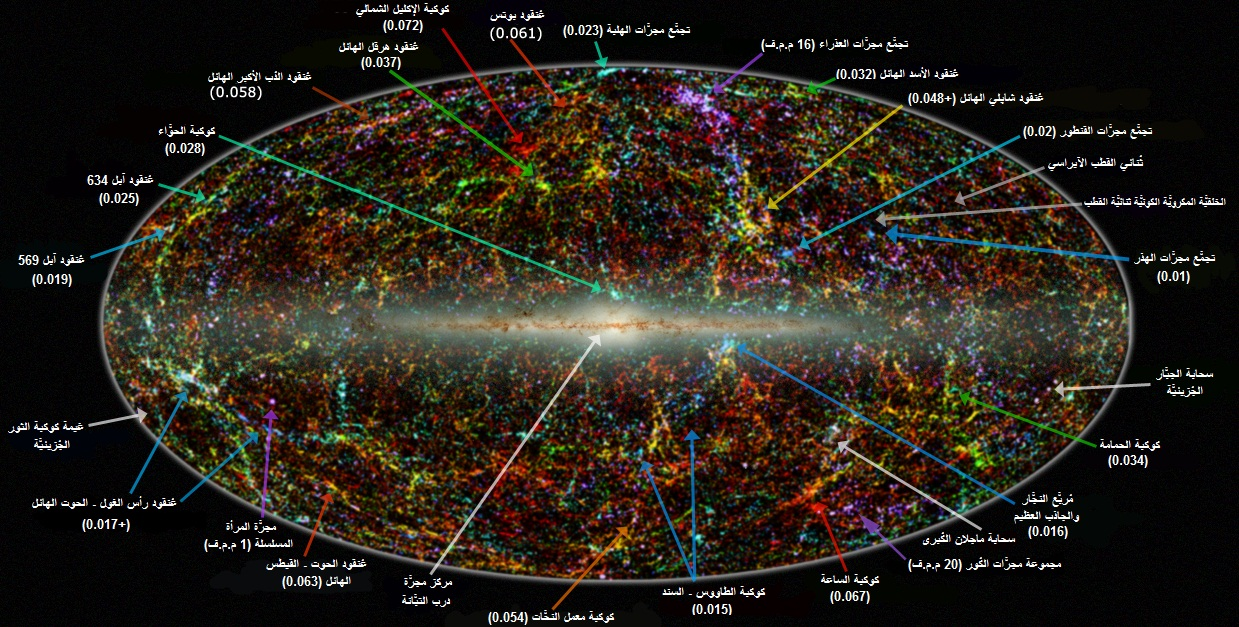
منظر بانوراما لباطن السماء (قياس الاشعة تحت الحمراء)و موقع الجاذب الأعظم يبدو متعقبا السهم الطويل الأزرق (أسفل اليمين).

الجاذب العظيم أو الجذاب الكبير  The Great Attractor عبارة عن شذوذ جاذبية في فضاء المجرات البيني (الفضاء الفاصل بين المجرات) ضمن مجال العنقود المجري الهائل لسنتورس والذي كشف النقاب عن وجود تركيز كتلي محلي يعادل عشرات آلاف ضعف من مجرة درب التبانة، يمكن ملاحظته من تأثيره على حركة المجرات وعناقيدها المصاحبة عبر منطقة تبلغ مئات الملايين من السنوات الضوئية
.
كل هذه المجرات تنزاح نحو الأحمر، توافقا مع قانون هابل، مشيرة بأنها تتراجع بالنسبة إلينا ولبعضها البعض (تقلص)، إلا أن التغير في هذا الانزياح ملحوظ بدرجة تكفي لاكتشاف وجود الشذوذ. يطلق على التغيرات في انزياحاتها نحو الأحمر اسم السرعات المميزة وتغطي المدى +700 km/s إلى -700 km/s اعتمادا على انحرافها الزاوي عن الجاذب الأعظم.

## الإكتشاف

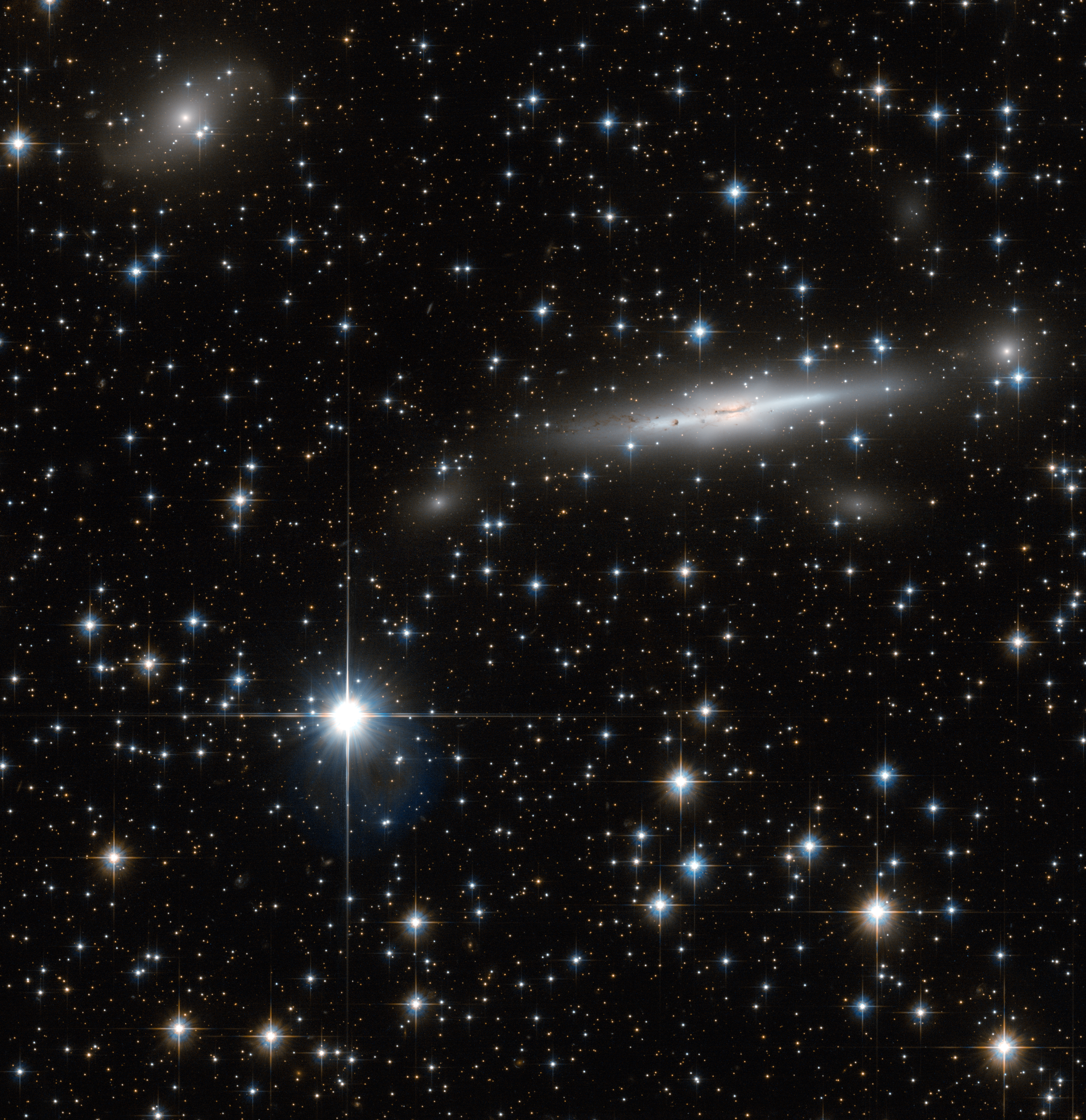
صورة إالتقطها تليسكوب هابل لمنطقة صغيرة موجودة في الجاذب العظيم

تم اكتشاف أن مجرة درب التبانة تتحرك في الفضاء لأول مرة في السبعينيات. من خلال سلسلة من اختبارات السرعة الغريبة حيث أكتشف علماء الفيزياء الفلكية ان مجرة درب التبانة كانت تتحرك نحو كوكبة قنطورس بحوالي 600 كم / ثانية، بعد ذلك تم اكتشاف ثنائيات الأقطاب في الخلفية الكونية الميكروية (CMB) لعكس حركة المجموعة المحلية من المجرات نحو الجاذب وفي الثمانيناًت أيضاً العديد من الإكتشافات حول الجاذب العظيم مثل حقيقة أن مجرة درب التبانة ليست المجرة الوحيدة المتحركة نحو الجاذب العظيم بل هناك حوالي تقريبا 400 مجرة إهليلجية تتحرك نحو الجاذب العظيم خارج منطقة التفادي.

## الموقع
تم الإبلاغ عن المؤشرات الأولى للانحراف عن التوسع المنتظم للكون في عام 1973 ومرة أخرى في 1978. تم تحديد موقع الجاذب العظيم يقع على مسافة ما بين 150 - 250 مليون سنة ضوئية (47 - 79 مليون فرسخ فلكي) بعيداً عن مجرة درب التبانة في كوكبة المثلث الجنوبي وعنقود نورما المجري، بينما يقع الجاذب العظيم في هذا الاتجاه في منطقة التجنب (الجزء من سماء الليل الذي تحجبه مجرة درب التبانة) وبالتالي يصعب دراسته بأطوال موجية مرئية، كشفت ملاحظات الأشعة السينية أن منطقة الفضاء تسيطر عليها مجموعة ضخمة من المجرات تحتوي على عدد كبير من المجرات القديمة الكبيرة والتي يصطدم الكثير منها ببعضها البعض وتشع كميات كبيرة من موجات الراديو.

## الجدل حول الكتلة الظاهرة
في عام 1992 تم إرجاع الكثير من الإشارة الظاهرة للجاذب العظيم إلى تأثير إحصائي يسمى تحيز مالمكويست في عام 2005 وأفاد علماء الفلك الذين أجروا مسحاً بالأشعة السينية لجزء من السماء يُعرف بأسم التجمعات في منطقة التجنب ووجدوا بأن كتلة الجاذب العظيم كانت في الواقع عُشر الكتلة التي قدّرها العلماء في الأصل، وأكد المسح أيضاً النظريات السابقة التي مفادها إن مجرة درب التبانة يتم سحبها في الواقع نحو مجموعة مجرات أكثر ضخامة بالقرب من العنقود المجري الهائل شابلي، والذي يقع وراء الجاذب العظيم والذي يسمى بـ جاذب شابلي.

## التدفق المظلم
نظراً لأن توسع الكون يرجع الفضل فيه إلى الطاقة المظلمة، فقد كان يُعتقد أن شيئاً ما بنفس القدر من الظلام يمكن أن يكون له القدرة على التغلب عليه. وهكذا، فبدلاً من أن يكون العنقود الفائق الهائل شابلي المسؤول، سيكون هناك قوة غامضة غير مكتشفة تسمى بـ التدفق المظلم. ومع ذلك، فإن مفهوم التدفق المظلم لا زال مثيراً للجدل لأن توزيع المادة في الكون المرصود لا يمكن تفسيره.

## عنقود فيلا الهائل
في عام 2016 أعلن فريق متعدد الجنسيات من باحثين من جنوب إفريقيا وأوروبا وأستراليا برئاسة عالمة الفلك الهولندية الجنوب أفريقية رينيه سي.كران-كورتيويج عن اكتشاف عنقود فيلا الهائل في منطقة الجاذب العظيم والذي من شأنه أن يفسر إلى حد كبير لغز سحب الجاذبية وباستخدام بيانات من مقياس الطيف AAOmega ، والتلسكوب الأنجلو-أسترالي الذي يبلغ طوله 3.9 متراً، وتلسكوب جنوب أفريقيا الكبير، وأكتشف علماء الفلك منطقة ذات كثافة مجرية مفرطة تتفق مع تسمية «العنقود الفائق»، والتي توفر التفسير المطلوب لشذوذ الجاذبية في العنقود الفائق شابلي الذي كان من المفترض أن يقع فيه الجاذب العظيم.

## اقرأ أيضا
- عنقود مجري هائل شابلي
- عنقود مجرات العذراء العظيم
- فراغ ثنائي القطب